# Cymodusa abasica
Cymodusa abasica là một loài tò vò trong họ Ichneumonidae.